# (39875) 1998 DS35
1998 دي أس 35 (ويعرف أيضًا باسم (39875) 1998 دي أس 35 وفق تسمية الكوكب الصغير) (بالإنجليزية: 1998 DS35)‏ هو كويكب ضمن حزام الكويكبات؛ وترتيبه 39875 من حيث الاكتشاف.
اكتُشف هذا الجُرم الفلكي بواسطة ماورا تومبيلي ‏ في 27 فبراير 1998.

## وصلات خارجية
- (39875) 1998 DS35 في قاعدة بيانات مختبر الدفع النفاث لأجرام النظام الشمسي الصغيرة

- الاكتشاف · مخطط المدار ·  العناصر المدارية · المعلمات المادية

- (39875) 1998 DS35 على موقع ويكي سكاي: DSS2, SDSS, GALEX, IRAS, Hydrogen α, X-Ray, Astrophoto, Sky Map, Articles and images